# Município de Elkin (condado de Surry, Carolina do Norte)
O município de Elkin (em inglês: Elkin Township) é um localização localizado no  condado de Surry no estado estadounidense da Carolina do Norte. No ano 2010 tinha uma população de 6.288 habitantes.

## Geografia
O município de Elkin encontra-se localizado nas coordenadas 36° 16′ 37,48″ N, 80° 50′ 54,26″ O.